# Macronyx croceus
El bisbita gorgigualdo (Macronyx croceus) es una especie de ave paseriforme de la familia Motacillidae propia del África subsahariana. 

## Distribución y hábitat
Se lo encuentra en Angola, Benín, Burkina Faso, Burundi, Camerún, República Centroafricana, Chad, República del Congo, República Democrática del Congo, Costa de Marfil, Gabón, Gambia, Ghana, Guinea, Guinea-Bissau, Kenia, Lesoto, Liberia, Malawi, Malí, Mozambique, Niger, Nigeria, Ruanda, Senegal, Sierra Leona, Somalía, Sudáfrica, Sudán del Sur, Suazilandia, Tanzania, Togo, Uganda, Zambia y Zimbabue. Sus hábitats naturales son las sabanas secas subropicales o tropicales, húmedas por temporadas o los pastizales inundables bajos, y las playas arenosas.[cita requerida]